# Jan Wildens

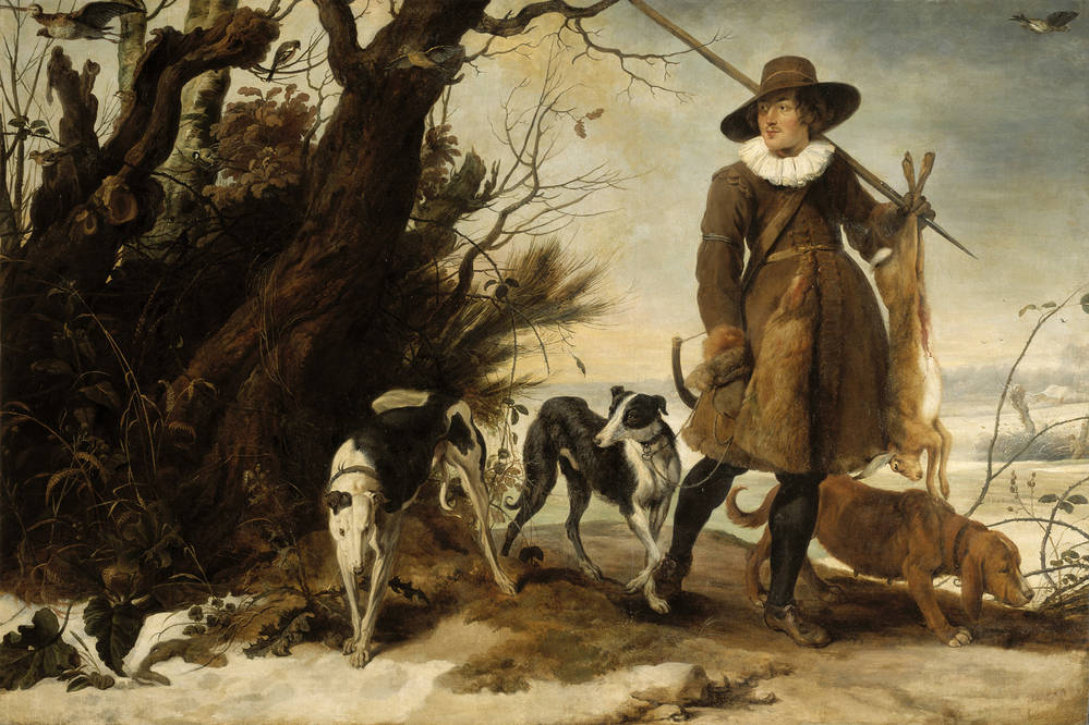
Paisagem de Inverno com Caçador

Jan Wildens (Antuérpia, 1586 – Antuérpia, 16 de outubro de 1653) foi um pintor e desenhista flamengo de paisagens. Colaborava regularmente com Rubens e outros pintores do flamengo barroco de sua geração para cujas composições pintava a paisagem.

## Vida
Jan Wildens nasceu em Antuérpia. Seu pai morreu quando ainda era jovem e sua mãe casou-se novamente com Cornelis Cock, que mais tarde tornou-se padrasto do retratista Cornelis de Vos. Em 1596, Jan Wildens foi registrado na Guilda de São Lucas como aluno de Pieter van der Hulst (I) (também conhecido como 'Peter Verhulst' ou 'Floris Verhulst'), (c. 1565 – c.1628), um pequeno pintor de Mechelen.
Tornou-se mestre da Guilda de São Lucas em 1604.  Abriu seu próprio ateliê tendo como aprendiz Abraham Leerse.  Viajou para a Itália em e lá permaneceu até 1616. Em 1619, casou-se com Maria Stappaert, cuja sobrinha, Hélène Fourment tornou-se mais tarde a segunda esposa de Rubens. Dois dos filhos do casal tornaram-se pintores: Jan Baptist (1620–37) e Jeremias (1621–53).  
Entre seus alunos estão seus filhos, Jan Baptist e Jeremias, e Hendrick van Balen, o Jovem.

## Obra
Jan Wildens era um especialista em paisagens. Nas composições de suas primeiras paisagens, antes de suas viagens para a Itália, foi influenciado por artistas como Jan Brueghel, o Jovem, Gillis van Coninxloo, Joos de Momper e Adriaan van Stalbemt. Nesse período, produziu uma série de 12 desenhos dos meses do anos, impressos e publicados por Hendrik Hondius, Jacob Matham e Andries Stock. Na Itália, Wildens descobriu as paisagens de seu compatriota, Paul Bril. Mais tarde em sua carreira, colaborou pintando paisagens em obras de outros artistas como Jacob Jordaens, Frans Francken, o Jovem, Frans Snyders, Paul de Vos, Abraham Janssens, Jan Boeckhorst, Gerard Seghers, Theodoor Rombouts e Cornelis Schut.